# Weissenstein (Bern)
Weissenstein ist ein statistischer Bezirk und zugleich als Hardegg/Weissenstein ein damit identisches gebräuchliches Quartier im Stadtteil Mattenhof-Weissenbühl (III) im Süden von Bern. Angrenzende Quartiere sind Fischermätteli, Mattenhof und Steinhölzli/Weissenbühl. Im Süden bildet es die Stadtgrenze von Bern zu Köniz bzw. Liebefeld.
Weissenstein bzw. Hardegg/Weissenstein hat eine Fläche von 35 Hektar, auf der im Jahr 2022 2369 Menschen (2162 Schweizer, 207 Ausländer) lebten. Das Quartier hat einen für die Stadt verhältnismässig geringen Ausländeranteil von 8,7 %.
Hardegg ist eine 2003–2008 realisierte Wohnüberbauung, entworfen vom Architekturbüro Matti Ragaz Hitz, Liebefeld, unter der Bauherrschaft der Baugenossenschaft Brünnen-Eichholz, Bern. Sie erhielt 2009 den Atu-prix für Berner Baukultur.

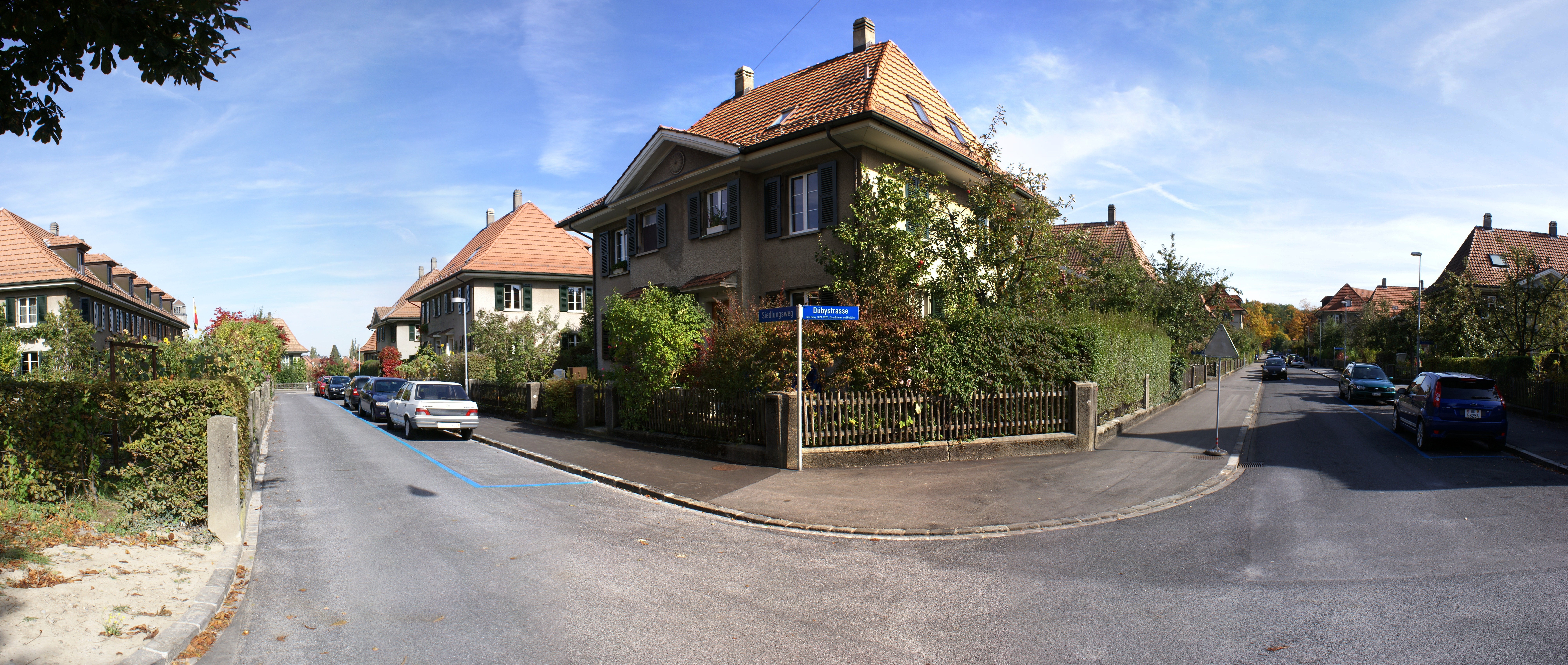
In der Eisenbahner-Siedlung, Kreuzung Dübystrasse-Siedlungsweg (2008)

Der Name Weissenstein leitet sich von einem aus dem 18. Jahrhundert stammenden Landsitz her, der sich heute am Hauensteinweg 12 befindet. Von 1919 bis 1925 wurde hier eine Eisenbahner-Siedlung errichtet, die Pläne stammten von Franz Trachsel und Otto Ingold.
Das Strassenbild wird durch Alleeachsen und zentrale Plätze geprägt, die das geplante Schachbrettmuster der Siedlung unterstützen. Hauptverkehrsachsen sind die Schwarzenburgstrasse (Osten), die Weissensteinstrasse (Norden) und die Könizstrasse (Westen). Im Süden befinden sich Grünflächen sowie das ehemalige Hunziker-Areal, wo früher Kies abgebaut wurde und bis 2008 eine grossflächige Überbauung mit Wohnhäusern stattfindet. Der Könizbergwald und das Steinhölzli, ein weiteres Waldstück, befinden sich in unmittelbarer Nähe.
Die Anbindung an den öffentlichen Nahverkehr erfolgt durch nahe Haltestellen der Bernmobil-Linien 6, 10 und 17.
Weissenstein ist auch die Heimat des in der 4. Liga spielenden Fussballvereins "FC Weissenstein".